# Полёт (часы)
«Полёт» — марка советских и российских часов, которые изготавливал Первый Московский часовой завод (Часовой завод Полёт), начиная с 1960-х годов. В 1964 году часы 1-го MЧЗ начали маркироваться зарегистрированным товарным знаком «Полёт» («Poljot»). На сегодняшний день[когда?] эти товарные знаки зарегистрированы более чем в 90 странах и хорошо известны во всём мире.

## Современные тенденции развития предприятия
Бизнесмен Сергей Пугачев приобрёл торговую марку «Полёт» в 2006 году.  Головной офис компании владельца Poljot International SA и производство находятся в Германии, в городке Альценау. С 2019 года торговая марка «Полёт» принадлежит российской компании, производство находится в Москве на исторической территории Часового завода «Полёт».